# Caulanthus inflatus
Caulanthus inflatus är en korsblommig växtart som beskrevs av Sereno Watson. Caulanthus inflatus ingår i släktet Caulanthus och familjen korsblommiga växter. Inga underarter finns listade i Catalogue of Life.

## Bildgalleri

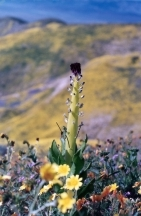
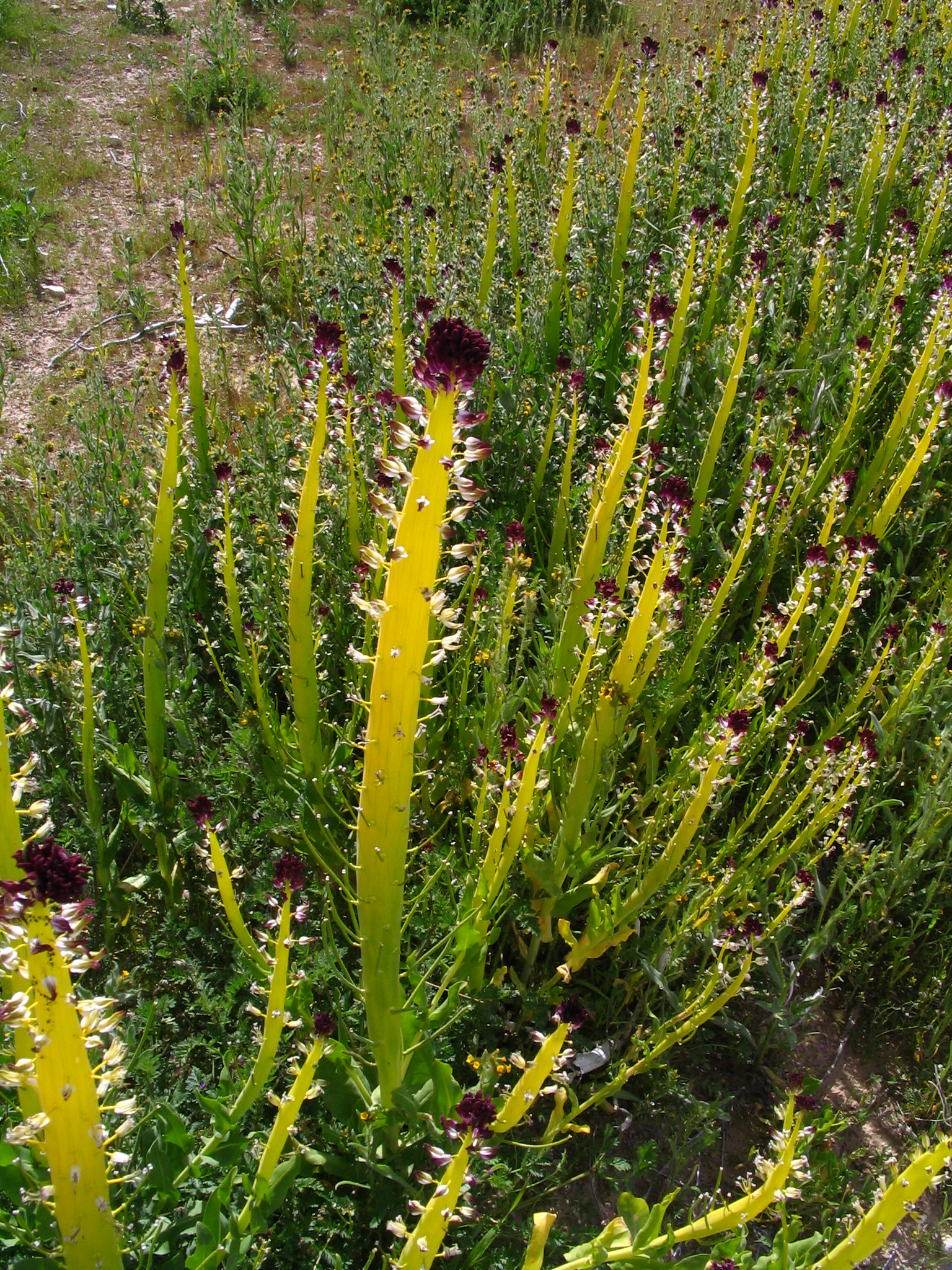
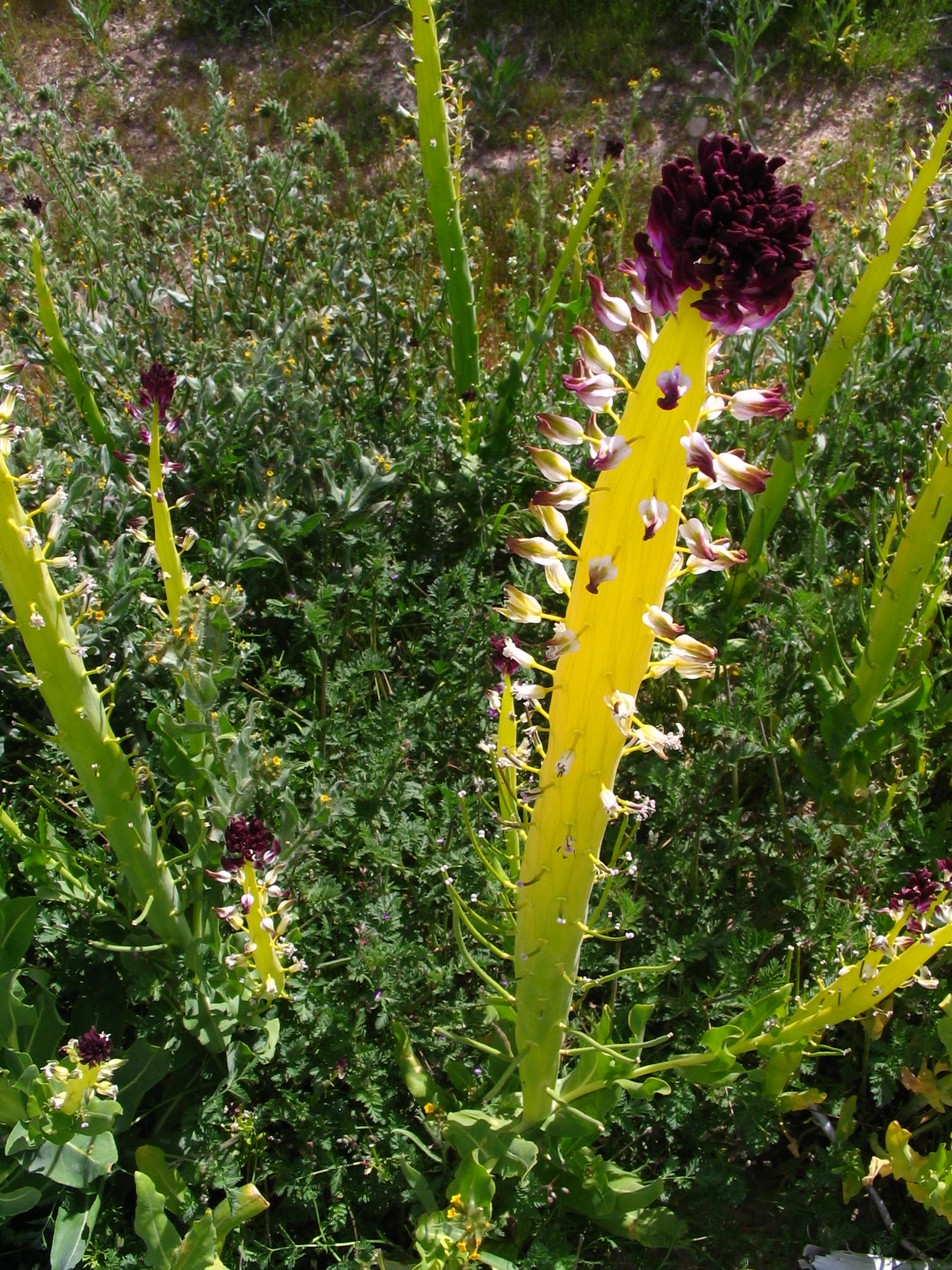
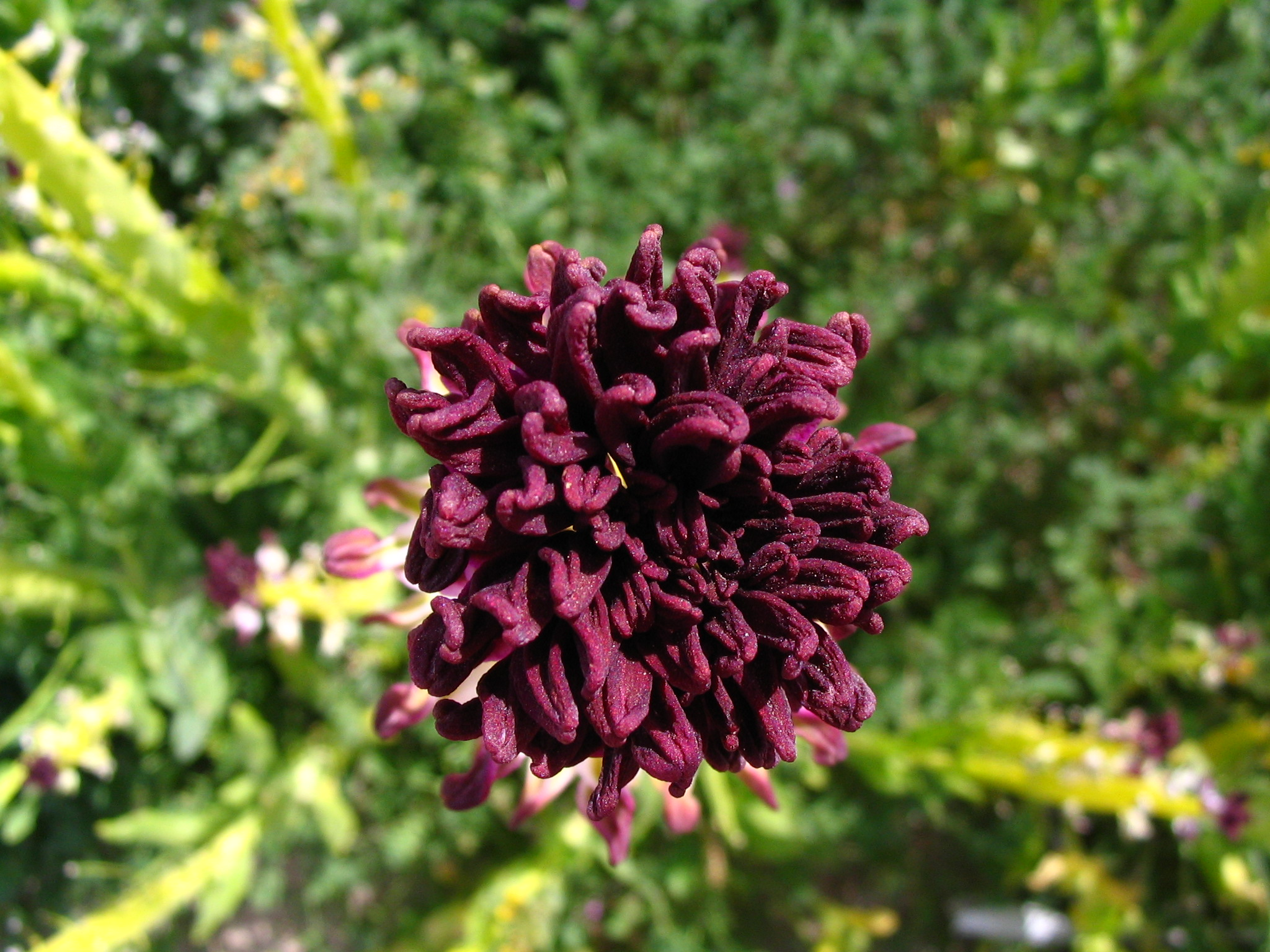
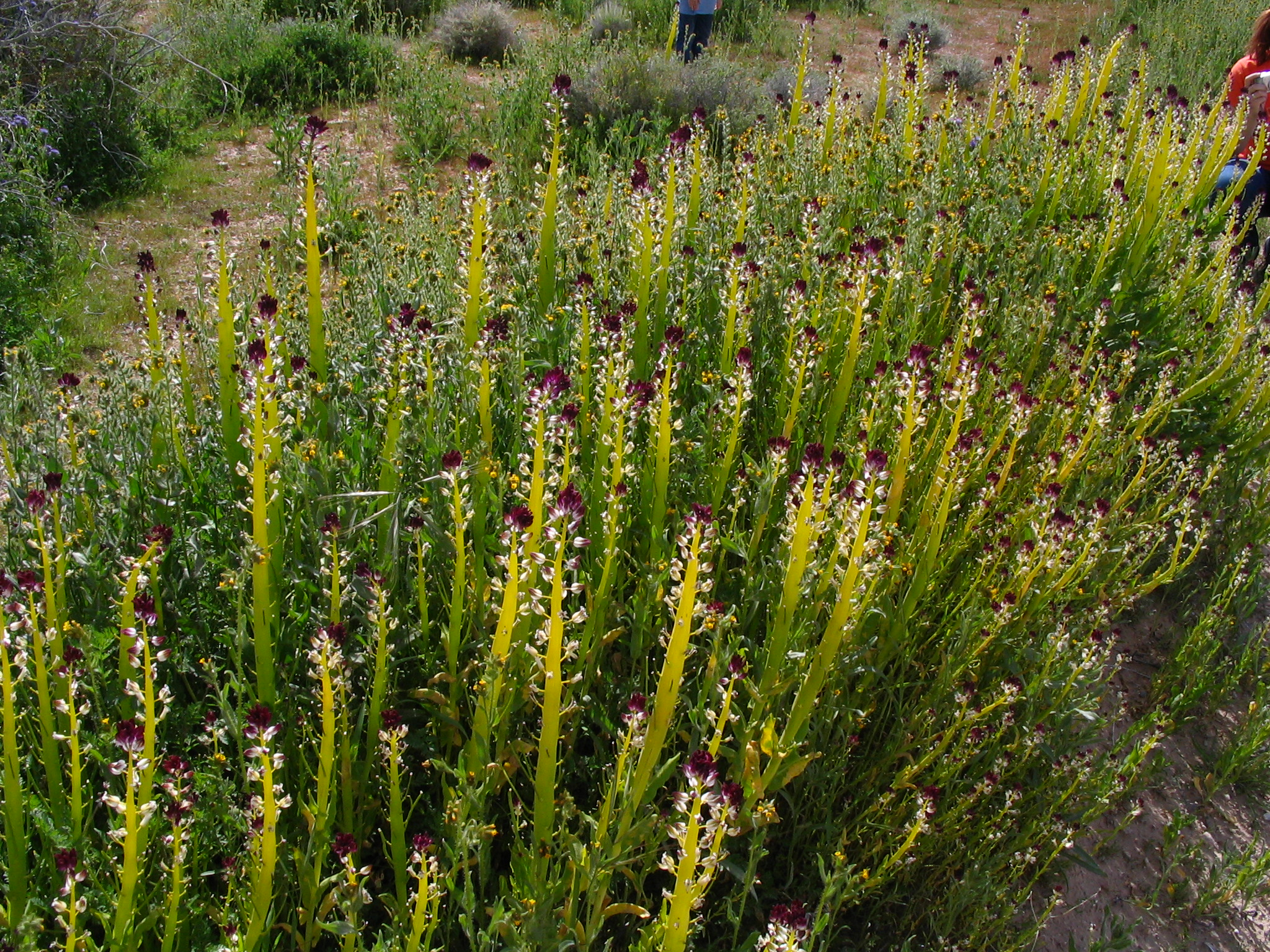
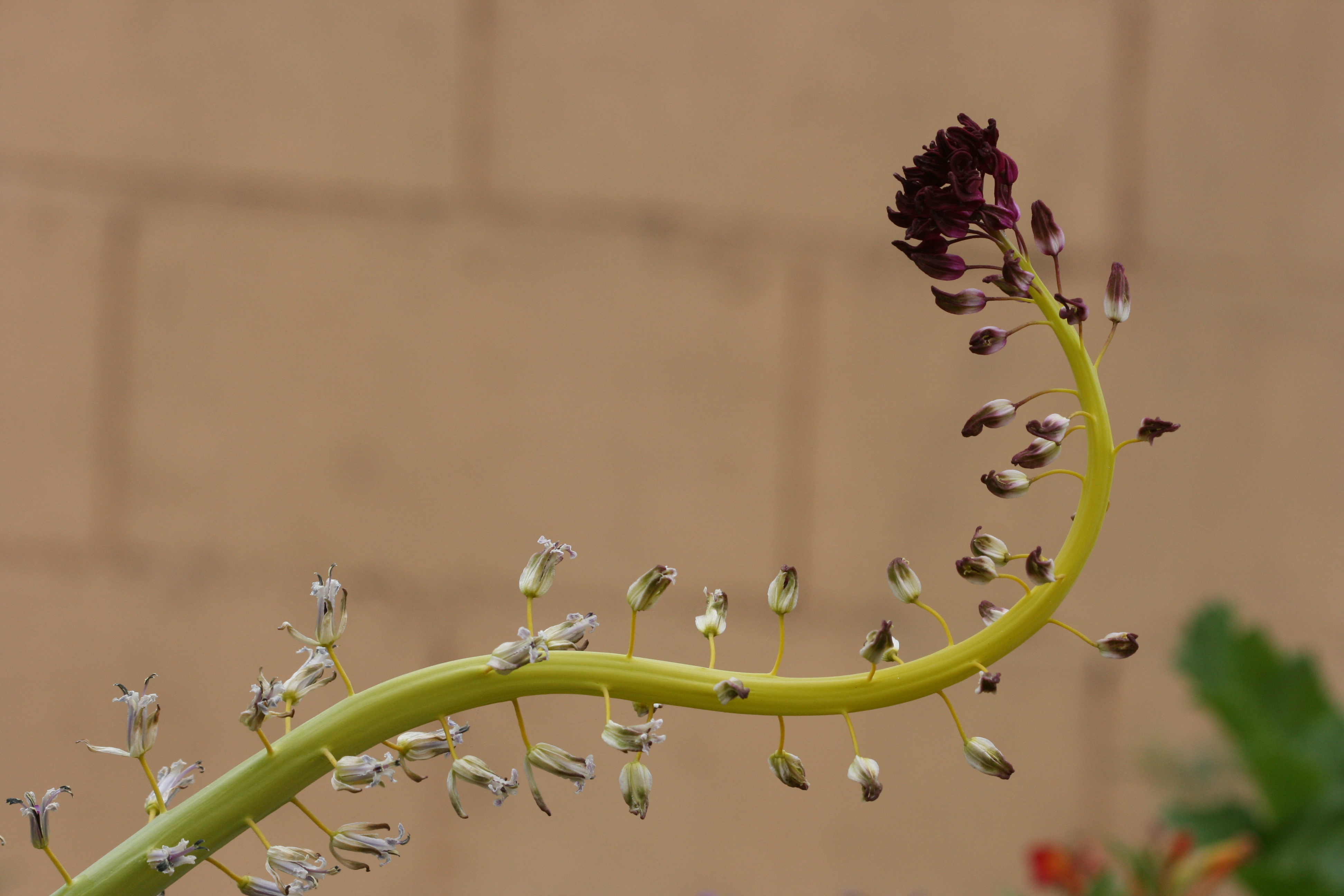